# Hutton Roof, Eden
Hutton Roof är en by (village) i civil parish Mungrisdale, i distriktet Westmorland and Furness, i grevskapet Cumbria, i nordvästra England. Hutton Roof var en civil parish 1866–1934 när det uppgick i Mungrisdale. Civil parish hade 108 invånare år 1931.

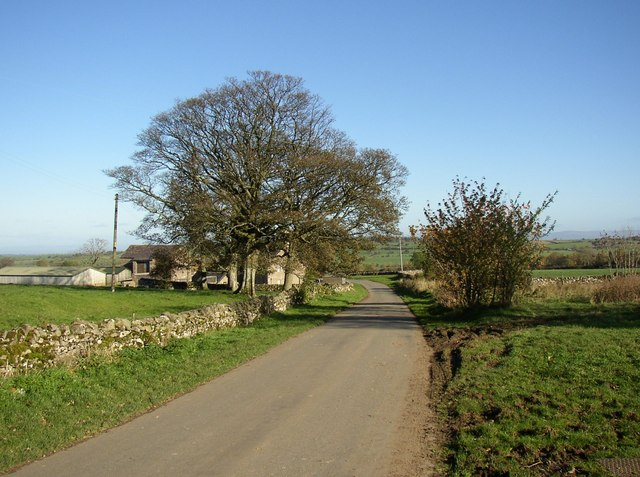
Hutton Roof, Eden